# 中国人民解放军三一一基地
中国人民解放军三一一基地，位于福建省福州市，代號61716部队，隶属中国人民解放军信息支援部队。主要从事“舆论战、心理战、法律战”三战等工作。

## 沿革
2003年12月5日，中共中央、中央军委批准发布《中国人民解放军政治工作条例》，“舆论战、心理战、法律战”被明确写进该条例，此后中国军队普遍开展了“三战”研究和训练。
2005年左右，中国人民解放军总政治部三一一基地在福建成立，隶属中国人民解放军总政治部，开展“舆论战、心理战、法律战”。2013年8月14日，日本英文时事杂志《外交学者》（The Diplomat）网站称，2011年该基地被指定为所有心理战工作的焦点，包括协助转播海峡之声广播电台的节目。
2016年，在深化国防和军队改革中，其上级单位中国人民解放军总政治部撤销，该基地转隶中国人民解放军战略支援部队，称中国人民解放军三一一基地。

## 历任领导
| 主任 - 邓长宇 少将（2005年—2010年12月） - 王树 少将（2010年12月—2014年12月） | 政治委员 - 宋海航 少将（2005年—2011年7月） - 尹洪文 少将（2011年—2015年） - 梅华波 少将（2015年—） |